# Cantuaria wanganuiensis
Cantuaria wanganuiensis là một loài nhện trong họ Idiopidae.
Loài này thuộc chi Cantuaria. Cantuaria wanganuiensis được Walter Edmond Clyde Todd miêu tả năm 1945.